# 15372 Агрідженто
15372 Агрідженто (1996 TK41, 1999 CE95, 2000 FP39, 15372 Agrigento) — астероїд головного поясу, відкритий 8 жовтня 1996 року.
Тіссеранів параметр щодо Юпітера — 3,116.